# 缘来就是你
《缘来就是你》（羅馬化：Nang Sao Mai Jam Kad Nam Sakul）是一部由二度改编的泰国爱情喜剧。1997年的原版由玛莎·华顿娜柏妮及吉拉育·瓦塔纳辛领衔主演，并于1997年2月21日至1997年4月20日期间每周一至周四晚上6时45分在泰国第5电视台播出。2018年改编版则由查高·素茜瓦执导，黛薇卡·霍内、辰塔维·塔纳西维、披查亚·尼迪裴善官、那·特哈沙丁·那·阿育他亚、阿卡那·凌米查、萨拉·纳拉帕塞尔库等人主演，并于2018年12月11日期间每周一至周四晚上 晚上8时10分在泰国One 31台播出。

## 剧情简介
Riam因为经常失恋而决定成为不婚族。直到有一天，Riam发现她的子宫里发现了一颗巧克力囊肿。而治愈她的唯一方法就是怀孕。这促使Riam萌生了想要寻找一位准备尽快结婚的年轻男子并与他结婚。   

## 演员阵容

### 1997年
- 玛莎·华顿娜柏妮 饰演 Riam
- 吉拉育·瓦塔纳辛 饰演 Ongsa

### 2018年
- 黛薇卡·霍内 饰演 Riam
- 辰塔维·塔纳西维 饰演 Ongsa
- 披查亚·尼迪裴善官 饰演 Pakorn
- 那·特哈沙丁·那·阿育他亚 饰演 Rachan（Arm）
- 阿卡那·凌米查 饰演 Thaweep
- 萨拉·纳拉帕塞尔库 饰演 Anon（Jet）
- 苷蒂碴·楚玛 饰演 Nokweed
- 金塔娜达·卢玛卡浓 饰演 Malin
- 彭帕克·西里古尔 饰演 Pimon
- 通坎东·通猜 饰演 Toey
- 娜露潘格慕·柴辛 饰演 Lily
- 吉迪鹏·普洛帕拉达朋 饰演 Thip（客串）
- 阿妮·素薇 饰演 Por，Malin的好友（客串）

## 制作与发行
- 2018年11月14日，One 31台在剧集开播前举行了新闻发布会[7]。